# Aérodrome de Sainte-Léocadie
Aérodrome de Sainte-Léocadie (code OACI : LFYS).

## Géographie
L'aérodrome militaire de Sainte-Léocadie se situe au nord du village de Sainte-Léocadie dans la région de Cerdagne. Il est ouvert avec restrictions à la circulation aérienne civile.

## Aéroclubs
L'aérodrome a été créé le 9 juin 1960 pour héberger le centre de vol en montagne (CVM), détachement permanent dépendant de l’ESALAT (Ecole de Spécialisation de l’ALAT) de Dax.
Il héberge également plusieurs membres civils répartis dans un club : l'aéroclub icaria.
- Planeur, ULM : centre d'instruction et de pratique du vol montagne.

## Infrastructure
- 1 piste en herbe de 800 m de long pour 90 m de large pour les planeurs.
- 1 hangar pour planeur
- clubhouse et ses propres installations sanitaires, cuisines, bars, etc.

## Autres aérodromes de la région
- Aéroport de Perpignan-Rivesaltes
- Aérodrome de Mont-Louis La Quillane